# Требур
Требур (нім. Trebur) — громада в Німеччині, знаходиться в землі Гессен. Підпорядковується адміністративному округу Дармштадт. Входить до складу району Грос-Герау.
Площа — 50,14 км2. Населення становить 13 260 ос. (станом на 31 грудня 2020).